# Vic
Vic (in catalano; anche Vich fino alla fine del XIX secolo) o Vique (in spagnolo, termine non più ufficiale) è un comune spagnolo di 32 703 abitanti situato nella comunità autonoma della Catalogna, e capoluogo della comarca d'Osona, situata sulle rive del Mèder a metà strada fra Barcellona e il confine francese ai piedi dei Pirenei.

## Storia
Anticamente fu Ausa, capitale delle tribù degli Ausetani divenne sotto i Romani Ausonia o Vicus Ausunensis e da qui Vic.
È città d'arte ed anche centro industriale per le tessiture e gli alimentari. È sede universitaria e sede vescovile. Per tutto il Medio Evo fu un importante centro religioso e culturale ma anche soggetta a frequenti scontri fra gli arabi e i Franchi fra i confini dei quali si veniva a trovare Vic. La pace venne dopo che il vescovo di Vic stabilì nel 1087 la Paz y la tregua de Dios. Nel XVII secolo fu una delle prime città a ribellarsi contro il centralismo di Filippo V di Spagna, ma per i secoli successivi seguì le vicende della Catalogna senza particolari protagonismi.

## Monumenti e luoghi d'interesse

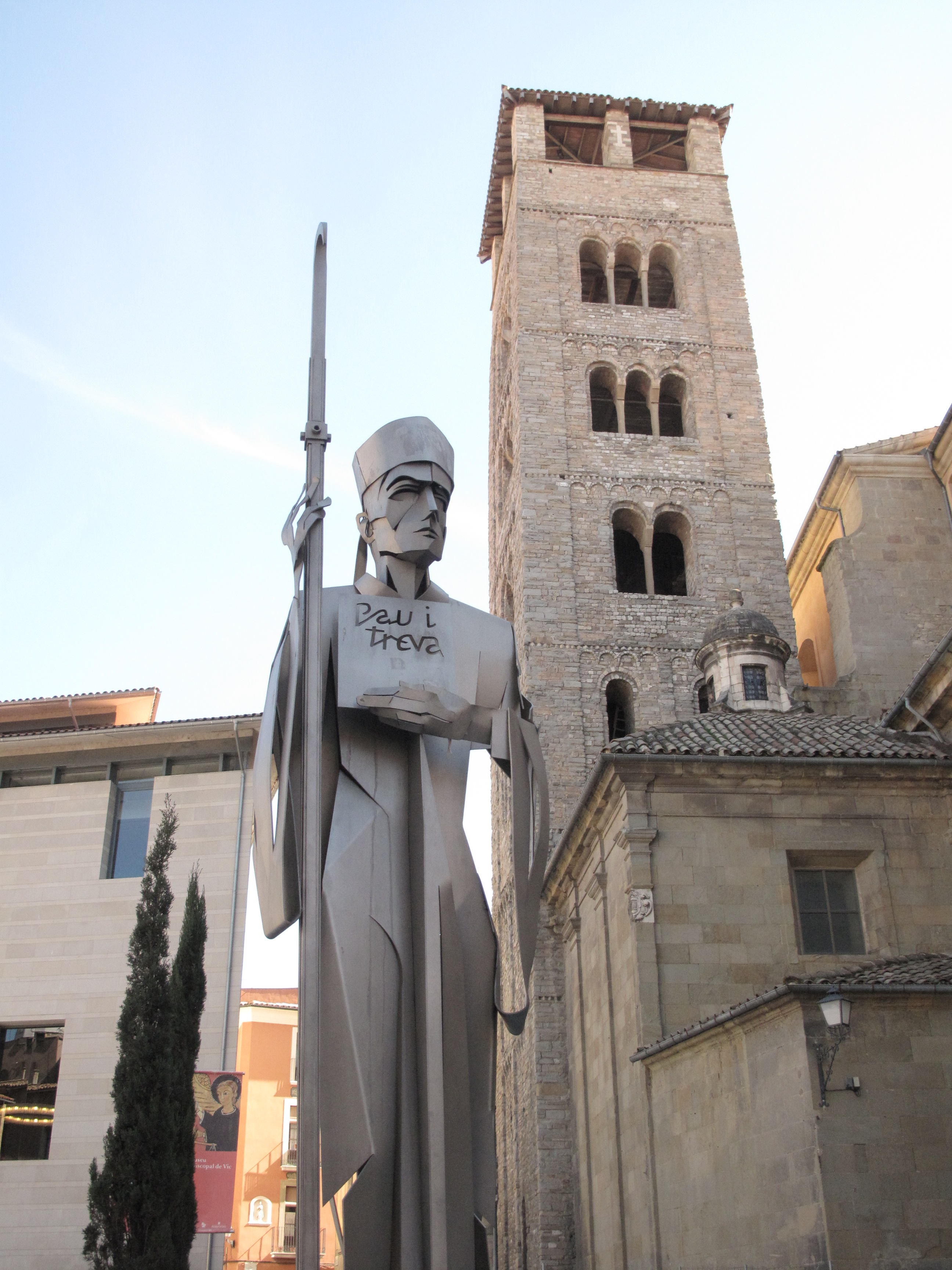
Il campanile della cattedrale di Vic

Numerosi i monumenti interessanti, in primis la cattedrale di Vic eretta nel 1038 fu modificata e rifatta diverse volte, l'ultima delle quali nel 1945 dopo la distruzione nel 1936 ad opera dei Repubblicani durante la guerra civile. È in stile neoclassico con parti romaniche. Dalla cattedrale si accede al chiostro gotico dei secoli XIV e XV. Altri monumenti: il Tempio romano del II secolo, il Museu Episcopal uno dei più importanti per l'arte medievale romanica e gotica; ha anche una sezione archeologica, il Monastir de Sant Domènec del secolo XVIII in stile plateresco, la Chiesa de la Pietat del XVIII secolo.
Nei dintorni: a 8,5 km Tavèrnoles antico paese con la chiesa di Sant Esteve del 1069 romanico. a 10 km Savassona col castello del visconte di Ausona e la chiesa romanica di Sant Pere, a 14 km Sant Pere de Casseres, antico monastero cluniacense del 1027 su un roccione alto sul fiume Ter.

## Cultura
Vi si tiene tutti gli anni dal 12 al 15 settembre il Mercat de Música Viva mostra d'artisti e di complessi musicali già alla XXV edizione, che nel 2013 ha visto la partecipazione di numerose formazioni.

La città è inoltre rinomata per i suoi salumi e in particolare per la Llonganissa de Vic, ed il fuet.